# 労働者インターナショナルのための委員会

支部がある国（2018年時）

労働者インターナショナルのための委員会（英語：Committee for a Workers' International/CWI）は、ロンドンに本部を置くトロツキスト国際組織。
この潮流の起源は、南アフリカ出身の白人Ted Grantにある。Ted Grantは機関紙The Militantを発行し、労働党への加入戦術を行い、勢力を拡大した。国際的にも勢力を拡大し、1974年にCWI創立大会が開かれた。現在では40の支部をもつ。
労働党におけるこの潮流の勢力拡大に危機感をもった労働党官僚により、Ted Grantをはじめこの潮流の幹部は労働党を除名された。
1990年代初頭、Ted GrantはPeter Taaffeらとの路線論争に敗れ、CWIを除名され、あらたに国際マルクス主義潮流（International Marxist Tendency）を形成する。
2003年、CWIのウクライナ支部が、大規模な国際的詐欺行為を働いていたことが発覚し、CWIはウクライナ支部の大部分のメンバーを除名した。だが、詐欺行為の被害者となった左翼組織は、詐欺の被害の賠償をCWIに求めており、問題は決着していない。